# ディム・ボルギル
ディム・ボルギル（英: DIMMU BORGIR）は、ノルウェー出身のシンフォニックブラックメタル・バンド。
同国で盛んなブラックメタルの代表的グループ。

## 概要
バンド名の由来は、アイスランドの溶岩で出来た名所の地名で、暗黒の城を意味する。1stアルバムの『暗黒の宮殿』から『アブラハダブラ』までの国内盤を発売したアヴァロン・レーベルでは"ディム・ボガー"という表記を用いていたが、ワードレコーズが配給する『イオニアン』からはより原語に近い"ディム・ボルギル"という表記へと変更された。
デスメタル、ブラックメタルバンドを多く輩出しているスカンジナビア半島、ノルウェー出身のバンドで、シャグラット、シレノス、トヨダルフらによって1993年に結成された。
2001年には東京、大阪での来日ライブを行っている。この来日の模様はDVDで発売された『ワールド・ミサントロピー』に一部収録されている。また、1999年、2004年にも来日するとアナウンスされていたが、どちらもキャンセルされている。しかし、2011年に10年ぶりの来日、東京、名古屋、大阪でのライブを行った。
2018年に3度目の来日を果たした。

## 音楽的特徴と影響
1st、2ndアルバムはブラックメタルらしいアンダーグラウンド要素の強い音楽に、幻想的で悲壮感の漂うキーボードが融合された作品だったが、レコード会社をニュークリア・ブラストに移籍後の3rdアルバム以降からは、シンフォニック色が強まり、フルオーケストラを起用するなど、メジャーシーンに躍り出るバンドとなった。現在ではクレイドル・オブ・フィルスと並ぶ、世界でも人気の高いブラックメタルバンドである。過去にノルウェー国王の前で演奏を披露したこともある。また2007年発売の7thアルバム、In Sorte Diaboliは本国ノルウェーのチャートで1位を獲得し、また米国のビルボード誌にも43位にチャートインされた。
1999年頃までの作品はDarkthrone、Mayhem、Bathory、Emperor、Celtic Frost、Immortal、Venom、Iron Maidenから強い影響を受けていた。つづく2000年代には、Antonín Dvořák、Enya、Richard Wagner、Frédéric Chopinなどの作曲家から影響を受けた音楽性となっている。

## メンバー

### 現ラインナップ
- シャグラット (Shagrath (Stian Tomt Thoresen)) - ヴォーカル/キーボード (1993- )
1993年の結成当初からボーカルをつとめているが、これまでに様々な楽器も担当しており、ギター(1994-1997, 2005)、ベース(2005)、キーボード(1993, 2009-)、ドラム (1993-1995)となっている。当初は、リードボーカルはシレノスが担当していた。
- シレノス (Silenoz (Sven Atle Kopperud)) - リズムギター (1993- )
シャグラットと共に、ボーカルを担当していた時期(1993-1997, 2003, 2005)とベース(2005)をつとめていた時期もある。

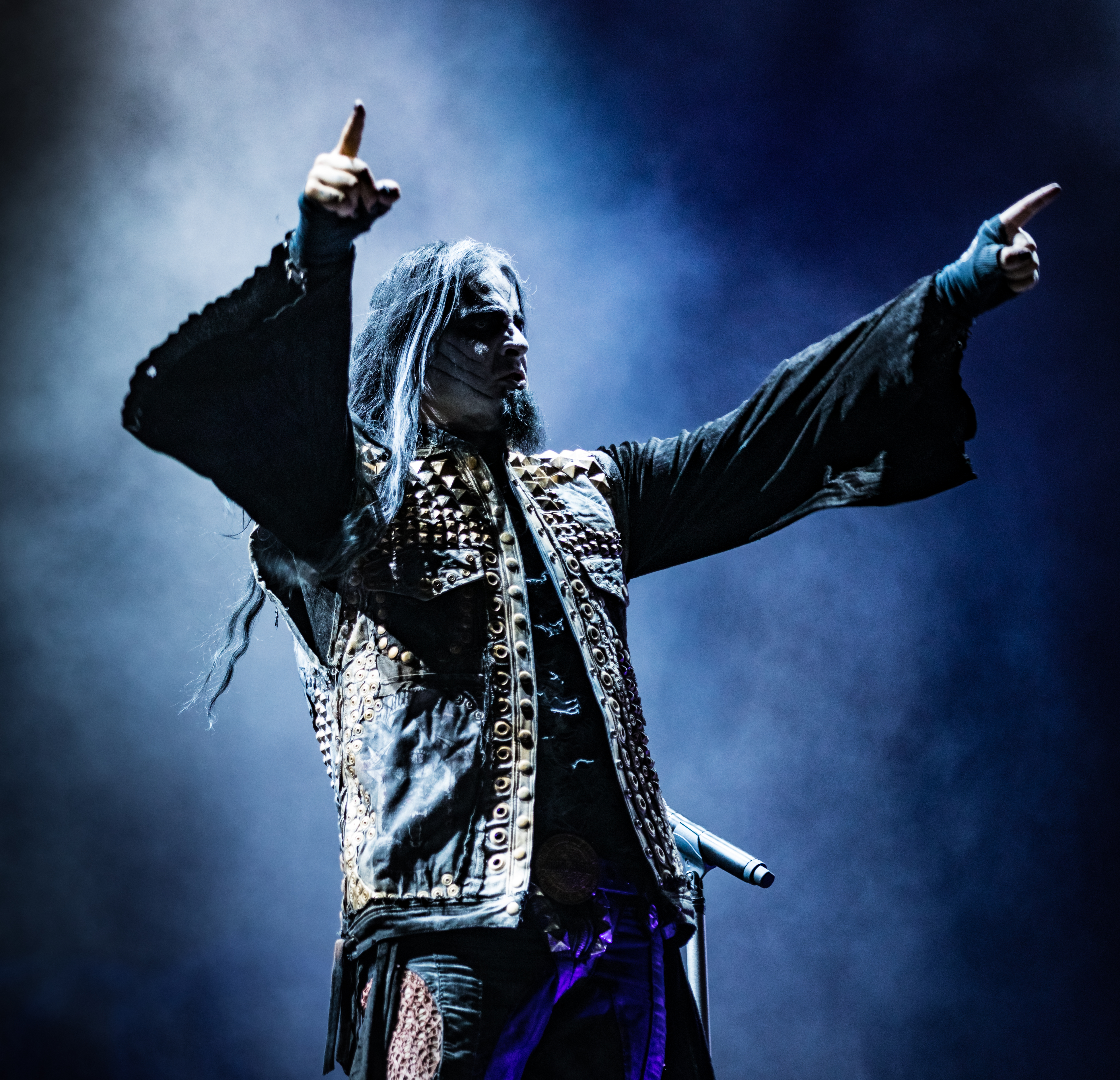
シャグラット(Vo) 2018年
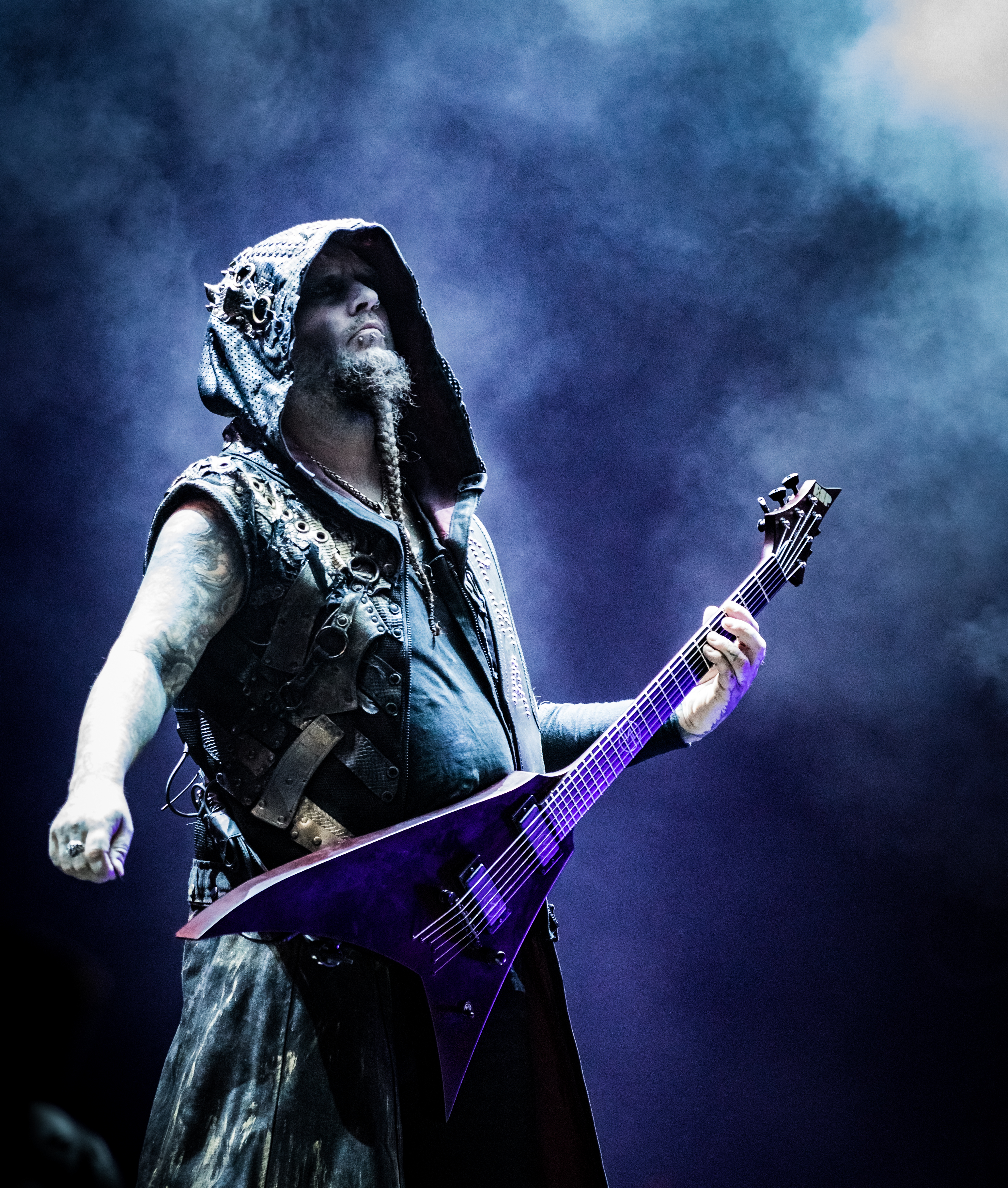
シレノス(G) 2018年
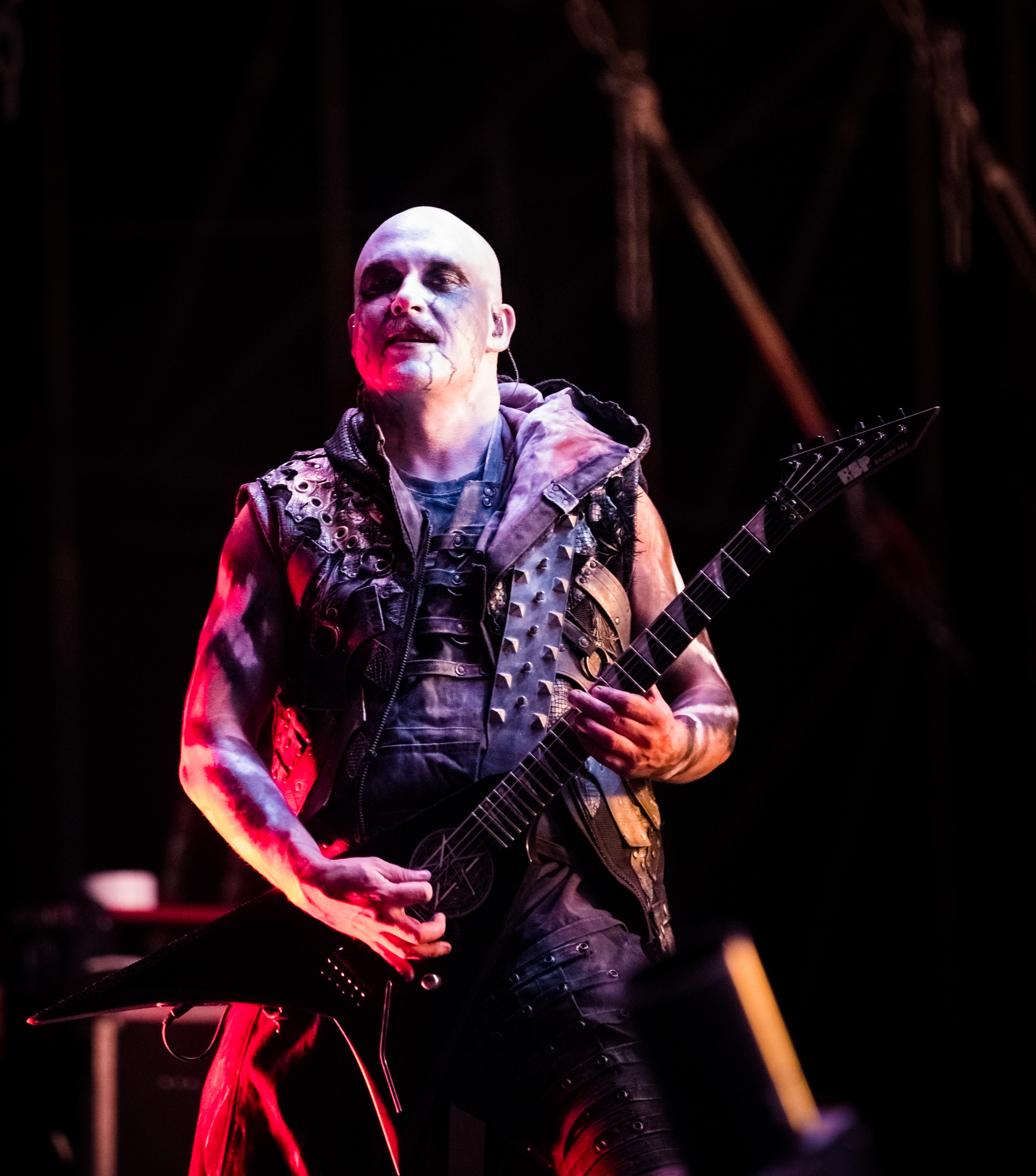
ガルダー(G) 2018年

サポート
- ダレイ (Daray (Dariusz Brzozowski)) – ドラムス (2008- )
- ゲルリオズ (Gerlioz (Geir Bratland)) – キーボード (2010- )
- ビクター・ブラント (Victor Brandt) – ベース (2018– )

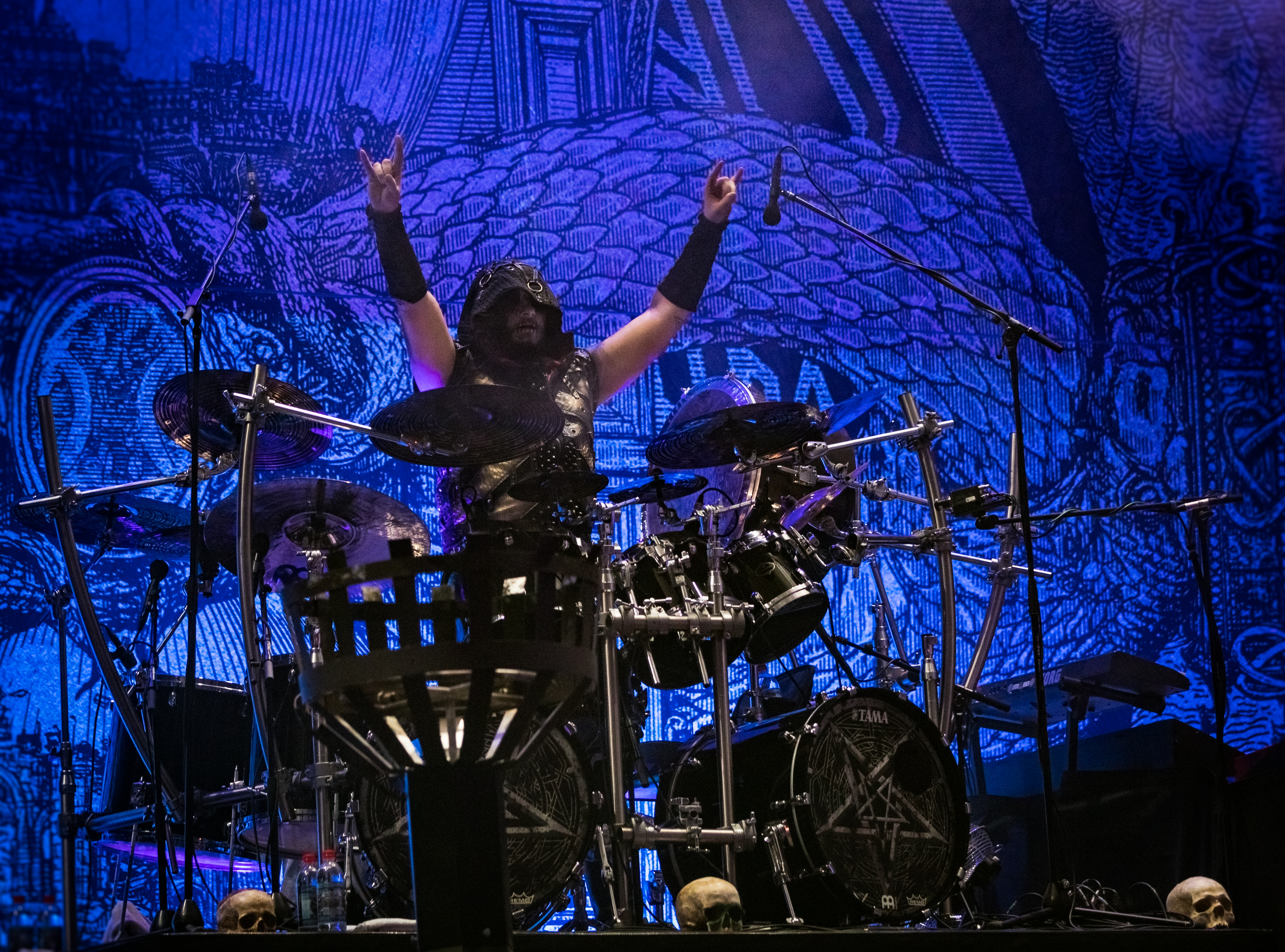
ダレイ(Ds) 2018年
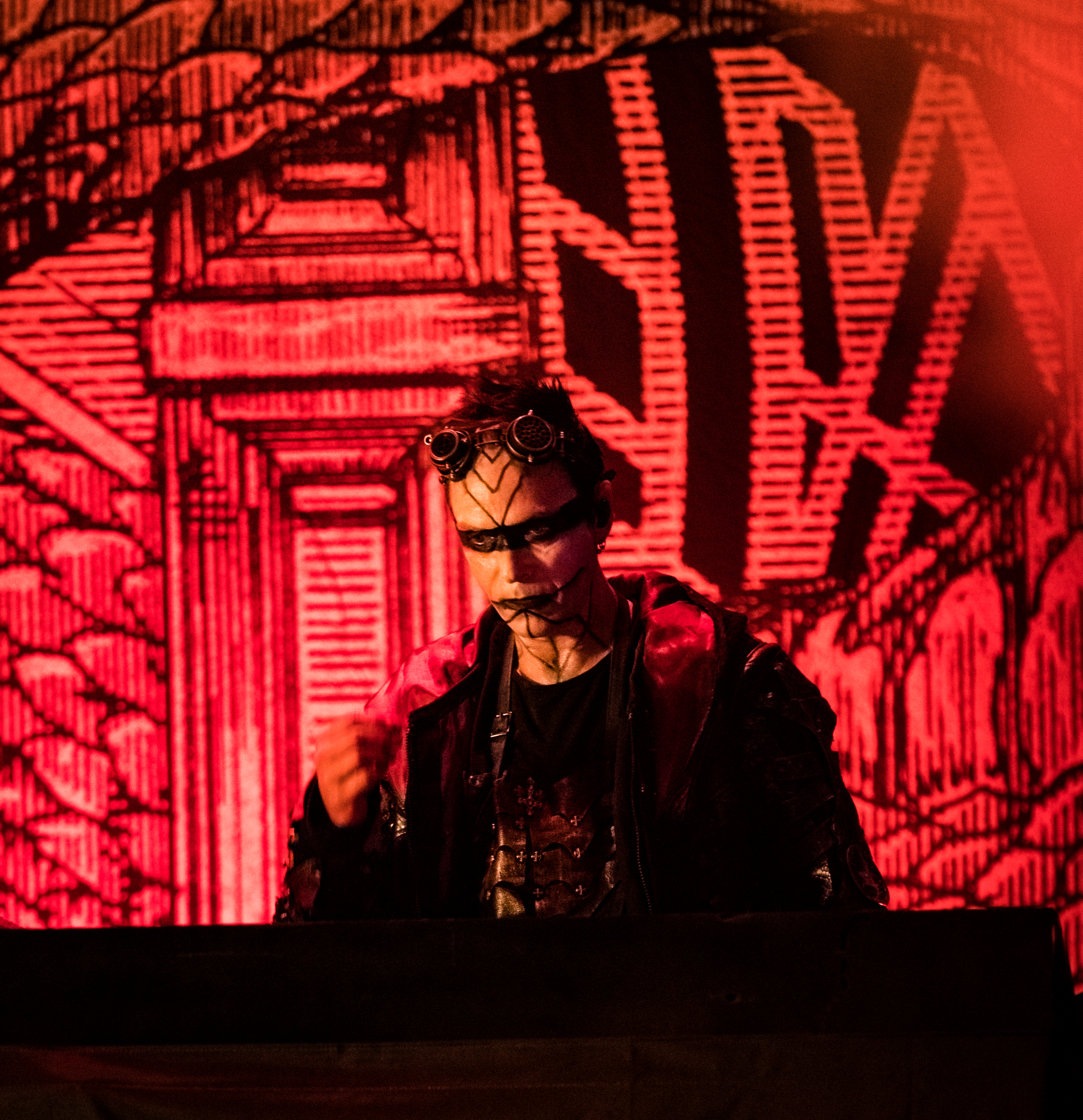
ゲルリオズ(Key) 2018年

### 旧メンバー
- トヨダルフ (Tjodalv (Kenneth Åkesson)) - ドラムセット (1993-1999)
1993年から1995年までは、ギター担当であった。1995年からドラムを担当。
- アステヌ (Astennu (Jamie Stinson)) - リードギター (1997-2000)
コヴナントに参加。
- ナガシュ (Nagash (Stian Arnesen)) - ベース、キーボード、バッキングボーカル (1997-1999)
ザ・コヴナント (コヴナント)で活動。
- ブリンヤード・トリスタン (Brynjard Tristan) - ベース (1993-1996)
- スティアン・オースタッド (Stian Aarstad) - キーボード (1993-1997)
- ニコラス・バーカー (Nicholas Barker) - ドラムス (1999-2004)
クレイドル・オブ・フィルス、ロック・アップ、ベネディクション、ブルヘリア、オールド・マンズ・チャイルド等に参加。
- ムスティス (Mustis (Øyvind Mustafarta)) - キーボード (1998-2009)
- ICS・ヴォーテックス (ICS Vortex (Simen Hestnaes)) - ベース (2000-2009)
- ガルダー (Galder (Thomas Rune Andersen)) - リードギター (2000-2024)
オールド・マンズ・チャイルドとしても活動。

### 旧サポートメンバー
- イェンス・ペッテル (Jens Petter) - リードギター (1996-1997)
- キンバリー・ゴス (Kimberly Goss) - キーボード (1997-1998)
シナジーのボーカルとして活動。
- アグレッサー (Aggressor (Carl-Michael Eide)) - ドラムス (1997)
- アルコン (Archon) - リードギター (2000)
- レノ・ヒリグソー・キレリック (Reno Hilligsø Killerich) - ドラムス (2003-2004)
- トニー・ラウリーノ (Tony Laureano) – ドラムス (2004–2005, 2007–2008)
ナイル等で活動。
- ヘルハマー (Hellhammer (Jan Axel Blomberg)) - ドラムス (2005-2007)
メイヘムなどに在籍。ブックレットでは正式メンバーのように扱われているが、あくまでもサポートメンバーである。
- セクトデーモン (Secthdamon (Odd Tony Ingebrigtsen)) – ベース (2007)
ザイクロンで活動。
- スノーウィー・ショー (Snowy Shaw (Tommie Helgesson)) – ベース、クリーンボーカル (2010)
キング・ダイアモンド、マーシフル・フェイト等で活動。
- サイラス (Cyrus (Terje Andersen)) - ベース (2010- ) 元サテリコン

## ディスコグラフィー

### アルバム
- 1995年　暗黒の宮殿 - For All Tid
- 1996年　ストームブラスト - Stormblåst
- 1997年　暗黒の帝王 - Enthrone Darkness Triumphant
- 1999年　スピリチュアル・ブラック・ディメンションズ - Spiritual Black Dimensions
- 2001年　魔界大憲章 - Puritanical Euphoric Misanthropia
- 2003年　デス・カルト・アルマゲドン～最終戦争賛歌 - Death Cult Armageddon
- 2005年　ストームブラスト - Stormblåst (リ・レコーディング)
- 2007年　イン・ソルテ・ディアボリ～魔界選歌 - In Sorte Diaboli
- 2010年　アブラハダブラ - Abrahadabra
- 2018年　イオニアン - Eonian

## 外部サイト
- ディム・ボルギル公式ウェブサイト（英語）